# Kamień żółciowy

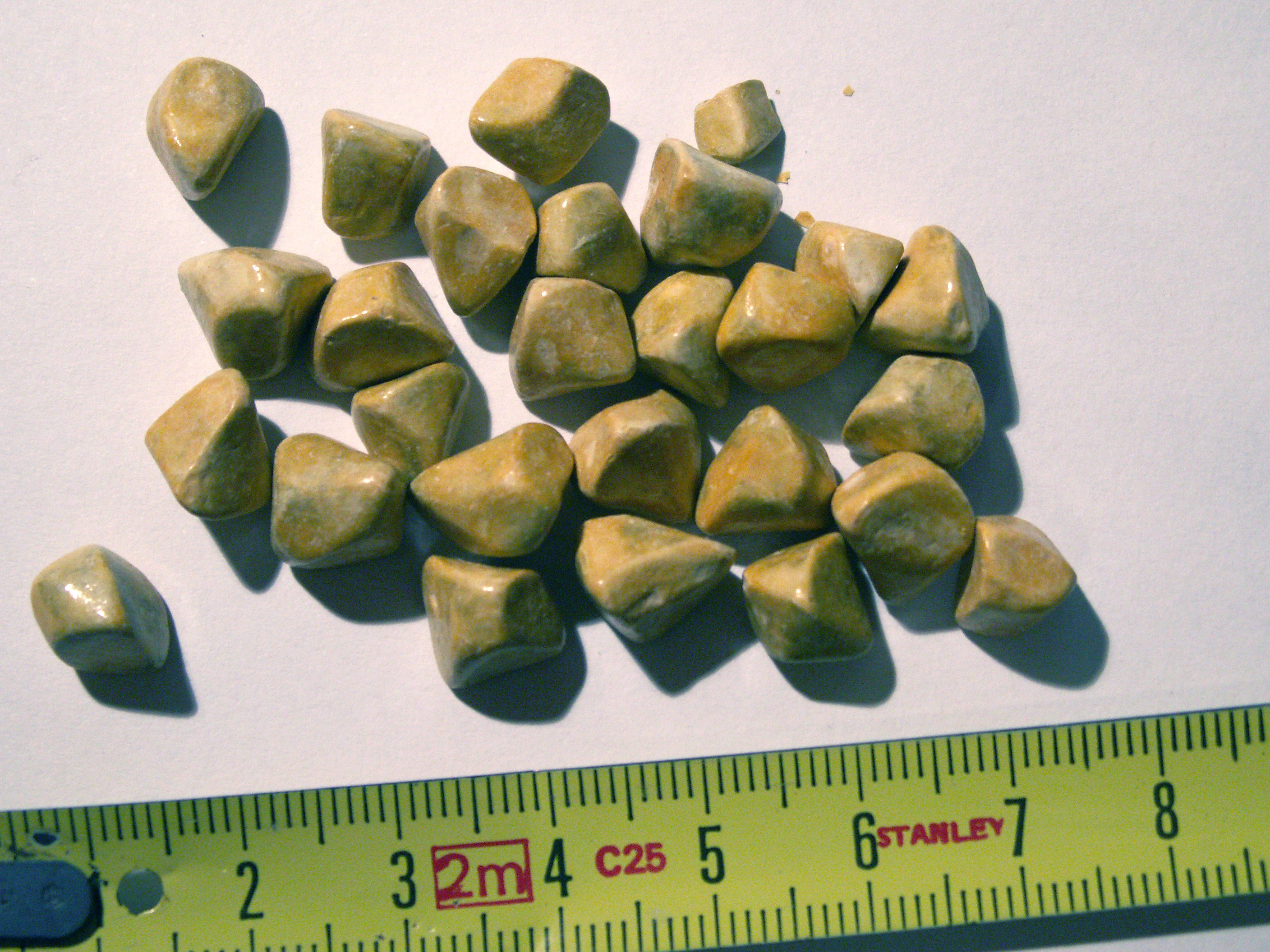
Kamienie żółciowe

Kamień żółciowy – złóg (ciało stałe) powstały w drogach żółciowych (pęcherzyku żółciowym lub przewodach żółciowych) z wytrącenia składników żółci. Obecność takich złogów określa się jako kamicę żółciową.
Kamień może być pojedynczy lub mogą występować liczne kamienie, które są zbudowane z cholesterolu, bilirubiny, białka, węglanu wapnia i bilirubinianu wapnia. W zależności od proporcji wymienionych składników wyróżnia się:
- kamienie cholesterolowe
- barwnikowe
- i mieszane

Często obecność kamieni żółciowych nie powoduje żadnych objawów lub objawy są tak mało nasilone, że nie skłaniają do szukania pomocy lekarskiej. Niekiedy
prowadzą jednak do poważnych schorzeń, takich jak:
- ostre i przewlekłe zapalenie pęcherzyka żółciowego
- zapalenie dróg żółciowych
- przetoki żółciowo-dwunastnicze
- żółciowe zapalenie otrzewnej
- żółtaczka mechaniczna
- ostre zapalenie trzustki

Największy znany kamień żółciowy ważył 6 kilogramów (Księga rekordów Guinnessa 2005)

Przeczytaj ostrzeżenie dotyczące informacji medycznych i pokrewnych zamieszczonych w Wikipedii.